# 운문산
운문산(雲門山)은 대한민국 경상북도 청도군 운문면과 경상남도 밀양시 산내면에 걸쳐있는 높이 1,195.1m의 산이다. 인근의 고헌산, 가지산, 천황산, 간월산, 신불산, 취서산, 문복산 등과 함께 영남 알프스라고 불린다.

## 주요 사찰
동쪽의 가지산 아래에 석남사, 북쪽에 고찰인 운문사가 있다.

## 같이 보기
- 한국의 산
- 운문사의 처진소나무